# Ptilope de Grey
Ptilinopus greyi
Espèce
Statut de conservation UICN

 LC  : Préoccupation mineure
Le Ptilope de Grey (Ptilinopus greyi) est une espèce d’oiseaux des îles du Pacifique appartenant à la famille des Columbidae.

## Répartition
Il est commun en Nouvelle-Calédonie, au Vanuatu et aux îles Santa Cruz.